# АвтоСпецЦентр
Группа компаний «АвтоСпецЦентр» — российский автодилер, входящий в десять крупнейших автодилеров страны. Работает на рынке с 1998 года. Дилерские центры находятся в Москве и ближайшем Подмосковье.

## Деятельность
Дилер продаёт легковые машины марок Volkswagen, Porsche, Infiniti, Nissan, Mazda, Skoda, Kia, Citroen, Hyundai, Haval, Geely, Chery. Грузовые марки Hyundai Truck & Bus, Hino. Также компания сотрудничает с China First Automotive Group Corporation (FAW), реализуя Jetta — суббренд автомобилей Volkswagen и FAW.
Дилерские центры компании предлагают полный комплекс услуг, связанных с продажей, гарантийным и сервисным обслуживанием автомобилей, реализацией оригинальных запасных частей и аксессуаров, комиссионной торговле, а также дополнительные услуги, автокредитование и страхование.

### Показатели деятельности
По итогам 2020 года общий оборот компании с учётом продаж и сервисного обслуживания автомобилей достиг 56,87 млрд рублей, что на 13 % меньше показателя аналогичного периода 2019 года.
В списке «200 крупнейших частных компаний России» издания Forbes по итогам 2020 года «АвтоСпецЦентр» занял 167-ю строку. В этом же рейтинге за 2021 год компания заняла 181 место с выручкой 54,8 млрд рублей.
В первом полугодии 2023 года суммарная выручка компании составила 15,84 миллиарда рублей, было реализовано 3188 новых машин и 2539 автомобилей с пробегом.

## Руководство
С 2004 по 2006 год  - основал ГК «АвтоСпецЦентр» и стал первым генеральным директором Владимир Моженков
Генеральным директором группы компаний «АвтоСпецЦентр» с 1 июня 2021 года является Терлюкевич Андрей Владимирович.